# Locomotiva ČSD T 212.1
La locomotiva T 212.1 delle Československé státní dráhy è un gruppo di locomotive diesel-meccaniche utilizzato nei servizi di manovra nelle stazioni ferroviarie, nei depositi e sui raccordi industriali; costituisce l'evoluzione dei precedenti gruppi T 211.0 e T 212.0.

## Caratteristiche
L'automotore T212, la cui denominazione precedente era 703 presso le Ferrovie dello Stato della Cecoslovacchia, ha due assi motori, è mosso da un motore Diesel Tatra 12 cilindri raffreddato ad aria della potenza 169,28 kW a 1800 giri/min; il cambio è idrodinamico.
È dotato di un compressore a 3 cilindri mosso dal motore tramite cinghia, che serve per riempire due serbatoi d'aria compressa per un totale di 300 litri. È dotato di freno diretto per la frenatura della singola macchina, e di freno continuo automatico Westinghouse per la frenatura del convoglio. La sua lunghezza è di 7,2 m, il peso di 24 t; raggiunge la velocità massima di 40 km/h.

## In Italia
Viene definito automotore perché ha potenza < 200 CV (secondo le convenzioni in Italia è locomotiva da manovra se ha potenza > 200 CV); venne acquistato dall'Impresa Ferroviaria RTC per le manovre nello scalo di Arena Po (PV), dove vengono manovrati carri bisarche di auto del gruppo Volkswagen (Audi e Volkswagen) provenienti dalla Germania direttamente attraverso il transito del Brennero, con treni della stessa RTC.